# Yellowknife
Yellowknife este un oraș din nord-vestul Canadei, capitala teritoriului Teritoriile de Nordvest. Are o populație de 18.700 de locuitori. Se află la vărsarea râului Yellowknife în lacul Sclavilor (Great Slave Lake), un lac glaciar.